# Drucat
Drucat é uma comuna francesa na região administrativa de Altos da França, no departamento de Somme. Estende-se por uma área de 10,84 km². Em 2010 a comuna tinha 950 habitantes (densidade: 87,6 hab./km²).